# Raidonal
Raidonal és una partida rural del terme municipal de Conca de Dalt, a l'antic terme de Toralla i Serradell, al Pallars Jussà, en territori que havia estat del poble de Toralla.
Està situada a la dreta del barranc de Mascarell, a migdia de la Costa del Toll. És a llevant de Font de Joanet, al sud-est de Prats i al sud-oest de la partida de les Cabanes, al vessant nord-est de la Serra de Ramonic.